# Kongo-Kusimanse
Die Kongo-Kusimanse (Crossarchus alexandri) ist eine Raubtierart aus der Familie der Mangusten (Herpestidae).
Der Artzusatz im wissenschaftlichen Namen ehrt den britischen Ornithologen Boyd Alexander.

## Merkmale
Die Kongo-Kusimanse ist die größte der vier Arten der Kusimansen, sie erreicht eine Kopfrumpflänge von 35 bis 44 Zentimeter, dazu kommt noch ein 23 bis 32 Zentimeter langer Schwanz. Das Gewicht beträgt 1 bis 2 Kilogramm. Ihr Körperbau ist schlank und langgestreckt, die Beine sind relativ kurz. Die Vorderpfoten und die Hinterpfoten tragen jeweils fünf Zehen, die Vorderpfoten tragen gut entwickelte Krallen. Das dunkelbraune Fell ist dicht und zottelig, die Deckhaare werden nach hinten hin länger. Am Nacken befindet sich ein auffälliger Haarschopf, entlang des Rückens verläuft eine Mähne.
Die Schnauze ist wie bei allen Kusimansen langgestreckt, bei den Kongo-Kusimansen ist sie länger als bei den anderen Kusimansen. Die Zahnformel lautet I 3/3 - C 1/1 - P 3/3 - M 2/2, insgesamt also 36 Zähne.

## Verbreitung und Lebensraum

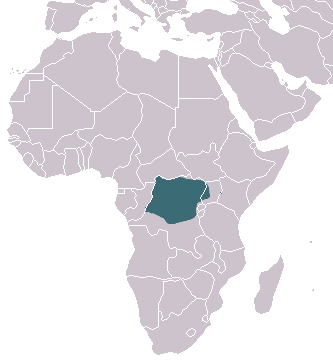
Verbreitungsgebiet

Das Verbreitungsgebiet der Kongo-Kusimansen umfasst weite Teile der Demokratischen Republik Kongo zwischen den Flüssen Ubangi im Norden und Kasai im Süden, außerdem leben sie im westlichen Uganda. Eine isolierte Population kommt am Mount Elgon vor. Ihr Lebensraum sind die tief gelegenen Regenwälder des Kongobeckens sowie Gebirgswälder. Im Gegensatz zur teilweise sympatrisch vorkommenden Angola-Kusimanse reagiert diese Art weniger empfindlich auf Störungen durch den Menschen.

## Lebensweise
Über die Lebensweise der Kongo-Kusimansen ist wenig bekannt. Sie sind überwiegend tagaktiv, wenngleich sie manchmal auch in der Nacht auf Nahrungssuche gehen. Sie leben in Gruppen von bis zu 20 Tieren, die Gruppen durchstreifen ihr Revier und haben keine fixen Baue. Die Tiere kommunizieren miteinander mit Grunz- und Zwitscherlauten. Ihre Nahrung besteht vorwiegend aus wirbellosen Tieren wie Regenwürmern, Schnecken und Käfern, daneben fressen sie auch kleine Wirbeltiere und Früchte.

## Gefährdung
Die Bestände gehen durch die Bejagung wegen ihres Fleisches und durch die Lebensraumzerstörung zurück, allerdings noch nicht in besorgniserregendem Ausmaß. Die IUCN listet die Art als „nicht gefährdet“ (least concern).